# قطعنامه ۱۶۸۰ شورای امنیت
قطعنامه ۱۶۸۰ شورای امنیت سازمان ملل متحد که در تاریخ ۱۷ مه ۲۰۰۶ تصویب شد، سندی بین‌المللی دربارهٔ بررسی وضعیت خاورمیانه است. این قطعنامه طی نشست ۵۴۴۰ام با ۱۳ رای موافق، ۰ مخالف و ۲ ممتنع تصویب شد.